# 경주 남산 삼릉계 선각육존불
경주 남산 삼릉계 선각육존불(慶州 南山 三陵溪 線刻六尊佛)은 대한민국 경상북도 경주시, 남산에 있는 불상이다. 1972년 12월 29일 경상북도의 유형문화재 제21호로 지정되었다.

## 개요
화강암 자연 암벽의 동서 양벽에 각각 마애삼존상을 선으로 조각한 6존상으로, 그 조각수법이 정교하고 우수하여 우리나라 선각마애불 중에서는 으뜸가는 작품으로 꼽히고 있다.
오른쪽 삼존상의 본존은 석가여래좌상이며, 그 좌우의 협시보살상은 온화한 표정으로 연꽃을 밟고 본존을 향하여 서 있다. 왼쪽 삼존상의 본존 역시 석가여래로서 입상이며, 양쪽의 협시보살상은 연꽃무늬 대좌 위에 무릎을 꿇고 본존을 향해 공양하는 자세이다.
이 2구의 마애삼존상은 만들어진 시대나 조각자가 정확하게 알려져 있지는 않지만 대체로 통일신라시대로 추정되며, 오른쪽 암벽의 정상에는 당시 이들 불상을 보존하기 위해 법당을 세웠던 흔적이 남아 있다.

## 참고 자료
- 삼릉계곡선각육존불 - 국가유산청 국가유산포털